# 库萨的尼各老
尼各老·冯·库斯主教（德語：Nicholaus von Kues；1401年—1464年）曾任天主教布里克森教區主教是文艺复兴时期神圣罗马帝国神学家，在德意志的库斯出生。他写有许多拉丁文论著，包括宗教和哲学著作。他最著名的论著《有知识的无知》（1440年）。该书论述了人类对上帝的理解。

## 神學觀點
早期的基督教神學家認為，上帝是「至高無上的存在」。然而，尼各老認為上帝是早於萬物出現。最終，他得出結論是「非他性」。所謂「非他性」，即是沒有任何物質、無法理解的。尼各老認為「非他」更接近對上帝的解釋。

## 著作

### 校勘本
- Nicolai de Cusa opera omnia，最權威的校勘本，又稱海德堡本
- Acta Cusana，庫薩本人著作以外的記錄

### 譯本
- 德譯本：Schriften des Nikolaus von Kues in deutscher Übersetzung